# Besuchetostes taprobanae
Besuchetostes taprobanae är en skalbaggsart som beskrevs av Renaud Maurice Adrien Paulian 1972. Besuchetostes taprobanae ingår i släktet Besuchetostes och familjen Hybosoridae. Inga underarter finns listade.